# Partyń
Partyń – część wsi Łęg Tarnowski w Polsce, położona w województwie małopolskim, w powiecie tarnowskim, w gminie Żabno. Leży na północny wschód od Łęgu, w międzyrzeczu wzdłuż ulicy Partyń.
W latach 1975–1998 miejscowość administracyjnie należała do województwa tarnowskiego.